# Johann Christian Engel

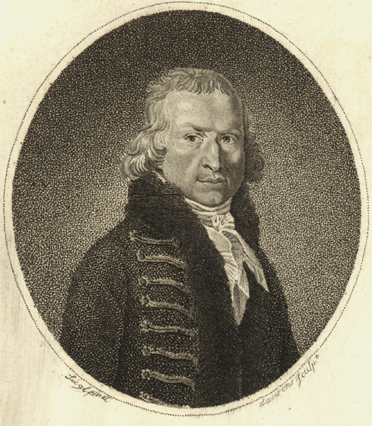
Johann Christian Engel

Johann Christian (von) Engel (* 17. Oktober 1770 in Leutschau, Königreich Ungarn; † 20. März 1814 in Wien) war ein österreichischer Historiker. Mit seiner Arbeit unter dem Titel Geschichte der Ukraine und der Kosaken schrieb er eines der ersten bekannten historischen Werke über die Ukraine.

## Leben
Engel kam in Leutschau, dem heute slowakischen Levoča, als Sohn einer protestantischen Bürgerfamilie aus der Zipser Tatra-Region zu Welt und besuchte die Gymnasien in Leutschau und Bratislava. 1788 nahm er ein Studium der Geschichtswissenschaften und der klassischen Philologie an der Göttinger Georgia Augusta auf, die damals als „Muster-Universität“ galt. Seine Lehrer waren u. a. Christian Gottlob Heyne, Johann Christoph Gatterer und August Ludwig von Schlözer.
Engels erste wissenschaftliche Veröffentlichung commentatio de republica militari seu comparatio Lacedaemoniorum, Cretensium, Cosaccorum von 1790 zeigte die Einflüsse von Heyne und Schlözer. Der siebenbürgische Hofkanzler Dominik Teleki von Szék verschaffte ihm 1791 eine Anstellung bei der siebenbürgischen Hofkanzlei in Wien. 1797 wurde er zum korrespondierenden Mitglied der Göttinger Akademie der Wissenschaften gewählt.
Während seiner Beamtenlaufbahn bekleidete er seit 1801 das Amt eines k. u. k. Hofbücherzensors und ab 1812 eines Sekretärs (damals ein hochrangiger Posten) der siebenbürgischen Hofkanzlei; in diesem Jahr wurde er auch geadelt.

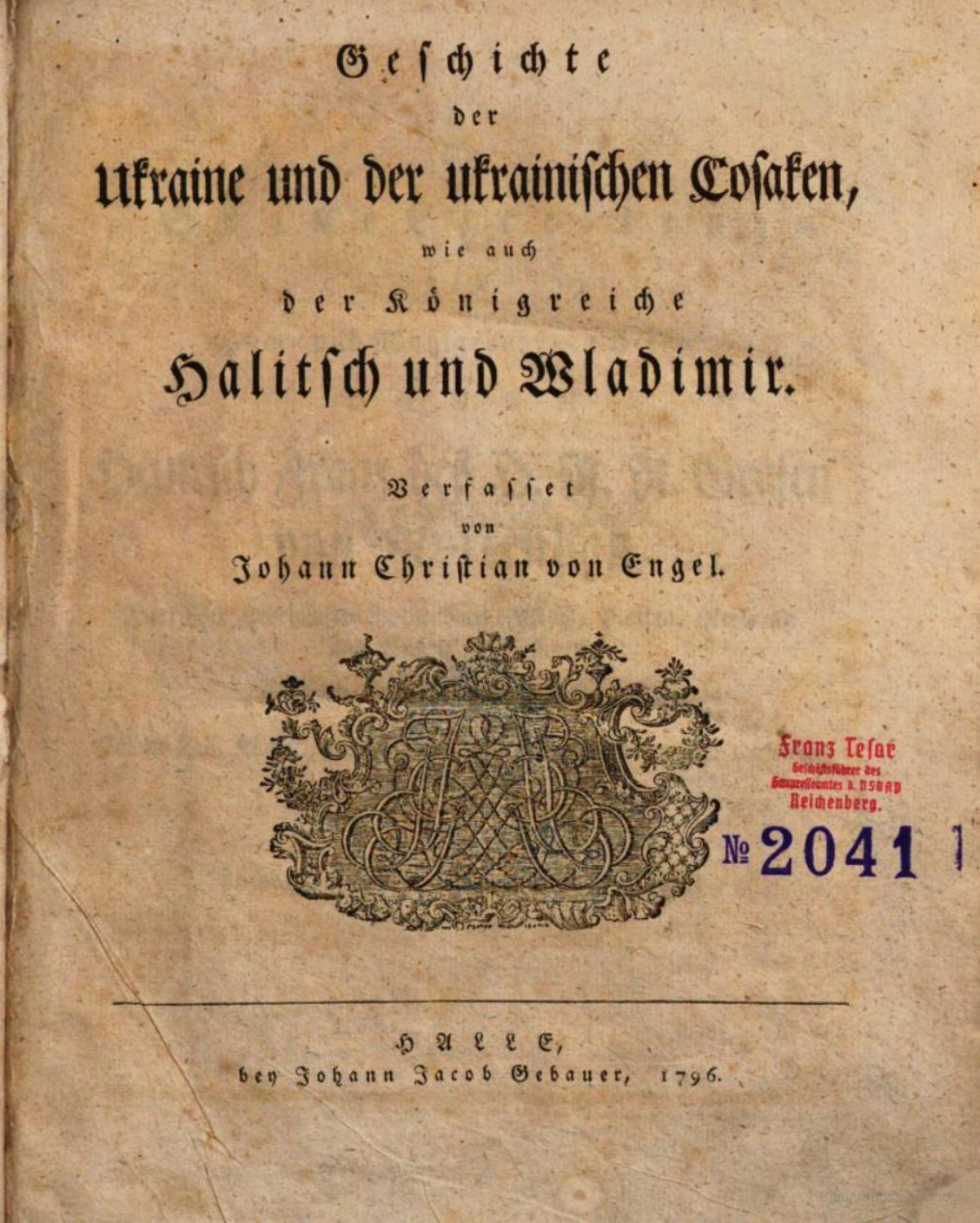
Geschichte der Ukraine und der ukrainischen Cosaken, 1796

Bedeutung erlangte Engel jedoch durch seine Arbeiten über die Geschichte Ungarns und der Karpatenregion. Auf der Grundlage umfassenden Quellenstudiums schuf er Fachbeiträge in Zeitschriften, Monographien und umfangreiche Werke. Fand seine Dissertation commentatio de religione veterum Hungrarorum (1791) noch wenig Anklang, so wurde seine Geschichte Galiziens und Wolhyniens (Geschichte von Halitsch und Wladimir) trotz politischer Tendenzen aufgrund seiner historischen Forschungen weithin beachtet.
Als Engels Hauptwerk gilt die Geschichte des ungarischen Reiches und seiner Nebenländer, in dem er eine quellenbasierte Spezialgeschichte des alten Pannonien und seiner mittelalterlichen Nachbarländer (Bulgarien, Dalmatien, Kroatien, Slawonien, Serbien, Bosnien, Moldau und Walachei) schuf. Als eine Fortsetzung und Ergänzung kann die 1812 erschienene Geschichte des Königreichs Ungarn gesehen werden, die sich mit Ungarn selbst auseinandersetzte.
Engel starb im Alter von 44 Jahren 1814 in Wien. Er hinterließ seine Ehefrau, die er am 7. Juli 1800 geheiratet hatte, und fünf Kinder.

## Werke
- Geschichte von Halitsch und Wladimir bis 1772, verbunden mit einer Auseinandersetzung der österreichisch-ungarischen Besitzrechte auf diese Königreiche. Nach russischen und polnischen Jahrbüchern bearbeitet , 2 Bände, Wien 1792/93
- Commentation de expeditionibus Trajani ad Danubium et origine Valachorum, Wien 1795
- Die Geschichte der Ukraine und der ukrainischen Kosaken, wie auch der Königreiche Halitsch u. Wladimir, Halle 1796
  - Allgemeine Welthistorie, 1797
  - Band 48, Band 49, Band 49/2, Band 49/3
- Geschichte des ungarischen Reiches und seiner Nebenländer, 1797–1804
  - Halitsch und Wladimir bis 1772, 
  - 1804, Moldau und Walachei Teil 1
- Geschichte des Freystaates Ragusa, Wien 1807, Digitalisat
- Monumenta ungrica, (Quellensammlung zur Geschichte Ungarns), Wien 1809
- Geschichte des Königreichs Ungarn, 5 Bände, Wien 1812/13, Band 1, Band 3, Band 4, Band 5